# Euophrys megastyla
Euophrys megastyla es una especie de araña saltarina del género Euophrys, familia Salticidae. Fue descrita científicamente por Caporiacco en 1949.
Habita en Kenia.